# Ernesto Boardman
Ernesto Boardman, född 23 februari 1993, är en mexikansk bågskytt. Han deltog vid olympiska sommarspelen 2016.